# Armenia na Mistrzostwach Świata w Lekkoatletyce 2023
Armenia na Mistrzostwach Świata w Lekkoatletyce 2023 – reprezentacja Armenii podczas mistrzostw świata w Budapeszcie liczyła jednego zawodnika.

## Skład reprezentacji

### Mężczyźni
| Zawodnik          | Konkurencja    | Eliminacje | Eliminacje | Półfinał | Półfinał | Finał | Finał   | Źródło |
| Zawodnik          | Konkurencja    | Wynik      | Pozycja    | Wynik    | Pozycja  | Wynik | Pozycja | Źródło |
| ----------------- | -------------- | ---------- | ---------- | -------- | -------- | ----- | ------- | ------ |
| Jerwand Mkrtczjan | bieg na 1500 m | 3:39,35    | 38.        | NQ       | NQ       | NQ    | NQ      | [ 1 ]  |